# Arhopala milleri
Arhopala milleri är en fjärilsart som beskrevs av Corbet 1941. Arhopala milleri ingår i släktet Arhopala och familjen juvelvingar. Inga underarter finns listade i Catalogue of Life.